# Autoroute A20 (France)
Pour les articles homonymes, voir A20.
L'autoroute A20 est une autoroute située en France, et reliant Vierzon dans le département du Cher, à Montbartier, près de Montauban dans le département de Tarn-et-Garonne, via Limoges dans la Haute-Vienne.
Appelée « L'Occitane », et traversant trois régions (Centre-Val de Loire, Nouvelle-Aquitaine et Occitanie), elle constitue un maillon essentiel de l'axe autoroutier reliant Paris (via les autoroutes A71 et A10 au nord) à Toulouse (via l'autoroute A62 au sud).
L'A20 est gratuite de Vierzon à la barrière de péage de Gignac (sud de Brive-la-Gaillarde), sur environ 270 km. Elle est concédée aux Autoroutes du Sud de la France (ASF), société de Vinci Autoroutes, sur le reste du parcours. Radio Vinci Autoroutes (107.7 FM) est disponible de Brive-la-Gaillarde à Montauban.
Cette section veut s'inscrire dans le projet autoroutier officieusement nommé « autoroute Amsterdam-Barcelone »,,, dont le tronçon manquant est la traversée pyrénéenne, entamé côté français par l'autoroute A66, initialement nommée A20 avant sa réalisation. Elle permet aussi le désenclavement de l'ouest du Massif central.

## Généralité
L'autoroute est divisée en deux sections distinctes.
La première, entre Vierzon et Nespouls, gratuite, non concédée, est gérée par la DIR Centre-Ouest. C'est une autoroute à 2 × 2 voies, avec certaines sections à 2+3 voies, par exemple dans la traversée de Limoges. Il est également prévu, faute de construire une portion autoroutière superflue entre Saint-Germain-les-Vergnes et Ussac, pour joindre les deux parties de l'A89, de rajouter une voie sur l'A20 entre ces deux localités.
La seconde section, entre Nespouls et Montauban, à l'exception de la rocade Est Montauban, est payante. Elle est exploitée par les Autoroutes du Sud de la France (Vinci Autoroutes).

## Historique

### Travaux d'aménagement jusqu'en 1987
Prévue au schéma directeur routier depuis le début des années 1970, la construction de l'A20 est plusieurs fois reportée au profit de chantiers jugés plus urgents. Des aménagements ponctuels de la route nationale 20 sont tout de même réalisée pour résorber les principaux points noirs.
En 1987, sont déjà construites : 

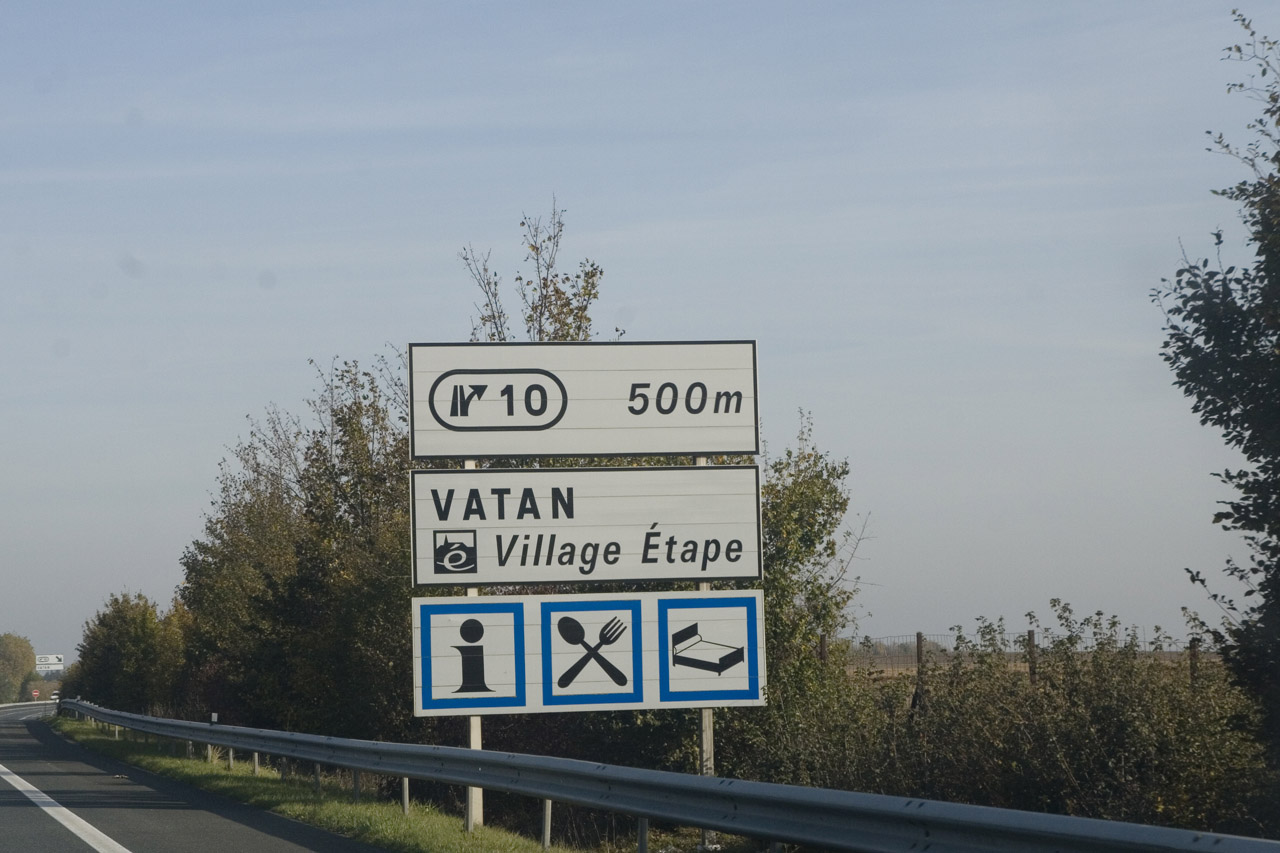
Le panneau sortie no 10, de l'autoroute.

- la déviation de Vierzon en 2 × 1 voies, avec emprises au sol et ouvrages d'art prévus pour la mise en 2 × 2 voies ;
- la déviation de Vatan ; une portion en 2 × 2 voies au niveau de Brion, sans l'échangeur actuel ;
- la déviation de Lothiers, près de Velles (sortie 15 alors incomplète) ;
- la déviation d'Argenton-sur-Creuse (sorties 17 et 18, ainsi qu'un semi-échangeur, desservant Saint-Benoît-du-Sault, aujourd'hui disparu) ;
- la déviation de La Croisière, sans l'échangeur actuel ;
- une portion en 2 × 2 voies entre Bessines-sur-Gartempe et Razès, sans l'échangeur actuel ;
- une portion en 2 × 2 voies entre Grossereix et la Bastide (Limoges-nord / sortie 29) ;
- une portion en 2 × 2 voies entre Limoges-Casseaux et Pierre-Buffière (sorties 33 à 40) ;
- une portion en 2 × 2 voies entre Donzenac et Brive-la-Gaillarde (sorties 47 à 50) ;
- une portion en 2 × 2 voies entre Noailles et Nespouls ainsi que la déviation de Loupiac qui ne font pas partie de l'actuelle A20, mais existe toujours sur l'ancienne RN 20, sans l'échangeur actuel ;
- une portion en 2 × 2 voies près du Montat, qui ne fait pas partie de l'actuelle A20 mais existe toujours sur l'ancienne RN 20, sans l'échangeur actuel ;
- une portion en 2 × 2 voies entre Montauban-sud et l'A62, sans l'échangeur actuel.

### Achèvement de la mise en service (1987-2003)

Le logo de l'autoroute.

La décision de terminer l'A20 est prise en 1988, afin d'alléger un transit sans cesse croissant dans les communes traversées par la RN 20 et pour éviter les bouchons pendant les périodes de congés à hauteur de Châteauroux, Limoges, Uzerche, Brive, Souillac, Cahors et Montauban. 
Au cours des années 1990, la déviation des bourgs de Haute-Vienne, notamment Bessines-sur-Gartempe et Magnac-Bourg, stimule la création du projet « Village étape », label valorisant les localités contournées, ensuite généralisé à l'échelle nationale.
Les ouvertures se succèdent à un rythme accéléré :
- avant 1992 : déviations complètes de Limoges et de Brive-la-Gaillarde ;
- en 1992, ouverture de la section de Vierzon à Vatan (sorties 5 à 10) et du contournement de Montauban (sorties 60 à 64) est officialisée ;
- en 1996 : mise aux normes autoroutières et ajout des sorties 66, 67 et 68 de la section de Montauban-sud à l'A62 (sorties 64 à 68),
- en 1998 : ouverture de la section de Montauban-nord à Lalbenque (sorties 58 à 60) ;
- en 2000 : mise aux normes autoroutières et ajout des sorties 49 et 50 de la section de Donzenac à Brive-la-Gaillarde-nord (sorties 47 à 50) ;
- En 2001 : ouverture de la section de Souillac à Francoulès (sorties 55 à 57) ;
- en 2003 : ouverture de la section de Francoulès à Lalbenque (sorties 57 à 58), qui achève la mise en service de l'A20.

### Contournement de Montauban
Le contournement de Montauban, entre les actuels échangeurs  60 et  65, a été ouvert en 1987 comme un tronçon de la RN 20, puis intégré l'A20 après des travaux de mise aux normes autoroutières. 
Depuis le 1er juin 2007, cette section gratuite fait partie de la concession des ASF (Vinci Autoroutes). Les travaux de mise aux normes se sont déroulés entre 2010 et 2011, avec le réaménagement des quatre échangeurs de la section, la mise en place de nouvelles protections acoustiques et l'élargissement de la bande d'arrêt d'urgence (BAU),. En 2011, afin d'améliorer la sécurité de ce tronçon au trafic dense, la vitesse maximale a été abaissée de 110 km/h à 90 km/h.

## Lieux sensibles

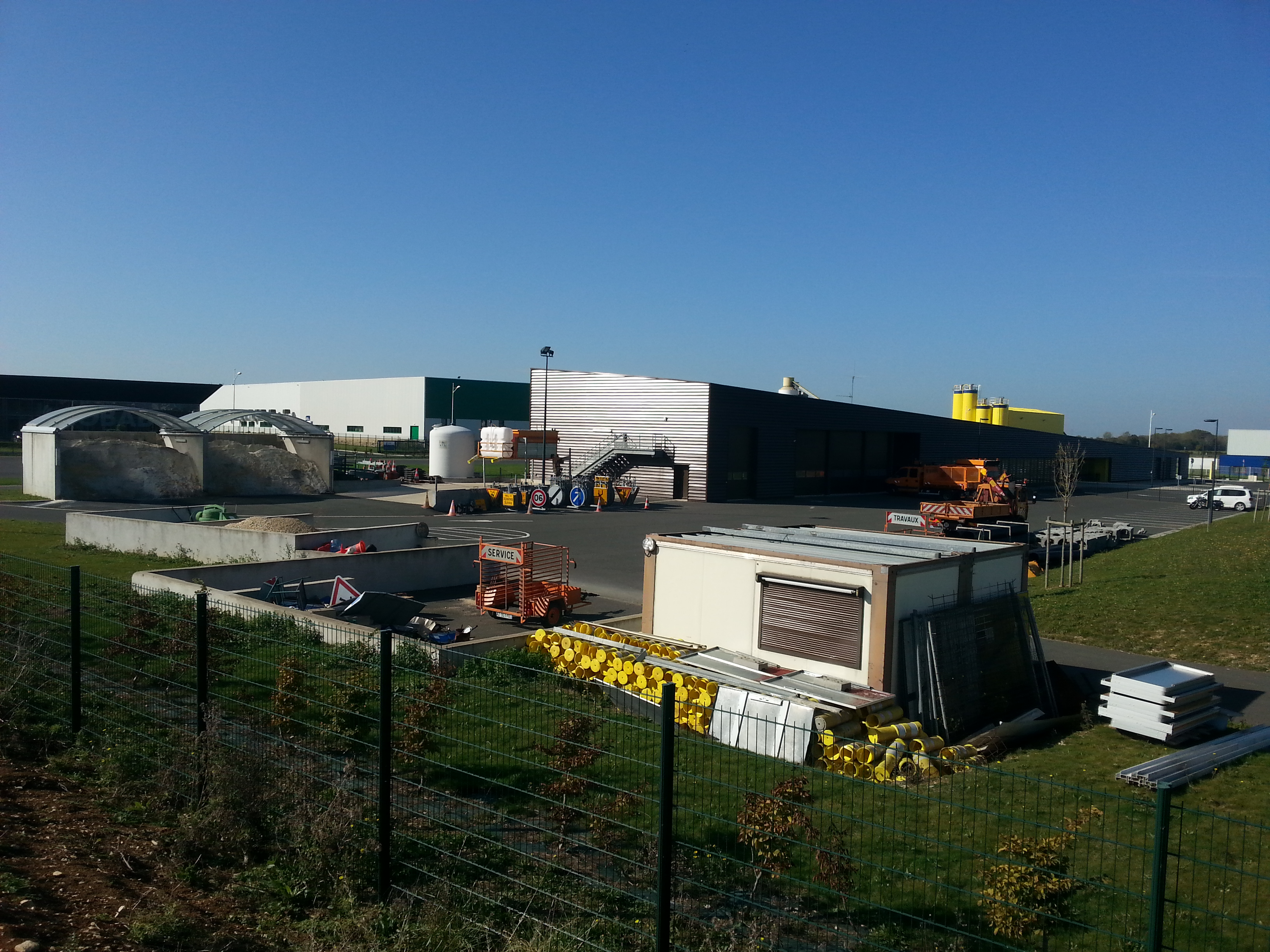
Le point d'appui de Châteauroux, de la DIR Centre-Ouest.

- La traversée de Limoges qui est de plus en plus délicate entre les échangeurs  28 et  37 avec un trafic journalier qui se situe aux alentours de 40 000 véhicules et jusqu'à 71 556 véhicules (TMJA 2019)[9] entre les échangeurs  32 et  33. L'autoroute traversant la ville, elle sert aussi de périphérique urbain supportant ainsi en plus du trafic de transit, un important trafic local. Il en résulte lors des vacances scolaires des pics de trafic dépassant les 100 000 véhicules par jour[10], très au-dessus des limites de saturation d'une autoroute à 2 × 2 voies (seules quelques courtes sections possèdent 3 voies).
- La traversée de Brive-la-Gaillarde qui est régulièrement saturée en période de vacances scolaires notamment l'été. La section problématique se situe entre l'échangeur avec l'A89 vers Clermont-Ferrand et le tunnel de Noailles (échangeur  52), tout particulièrement la portion en tronc commun A20/A89 comprenant la descente dangereuse de Donzenac, qui supporte un trafic d'environ 40 000 véhicules par jour (TMJA 2019)[9] et des pics dépassant les 80 000 véhicules par jour l'été[10].
- La rocade de Montauban en période estivale.
- L'échangeur avec l'A62 au niveau de Bressols, coupé par la barrière de péage de Montauban-Sud qui constitue un goulot d'étranglement dans les deux sens de circulation. La configuration particulière de l'échangeur créée un entonnoir à la sortie du péage à cause des bretelles d'accès vers Toulouse et dans l'autre sens vers Paris, qui se réduisent à 1 voie[11]. Il n'est ainsi pas rare qu'un bouchon se forme et remonte en amont du péage sur plusieurs centaines de mètres, notamment lors des retours de weekend ou en période de vacances scolaires.

## Parcours

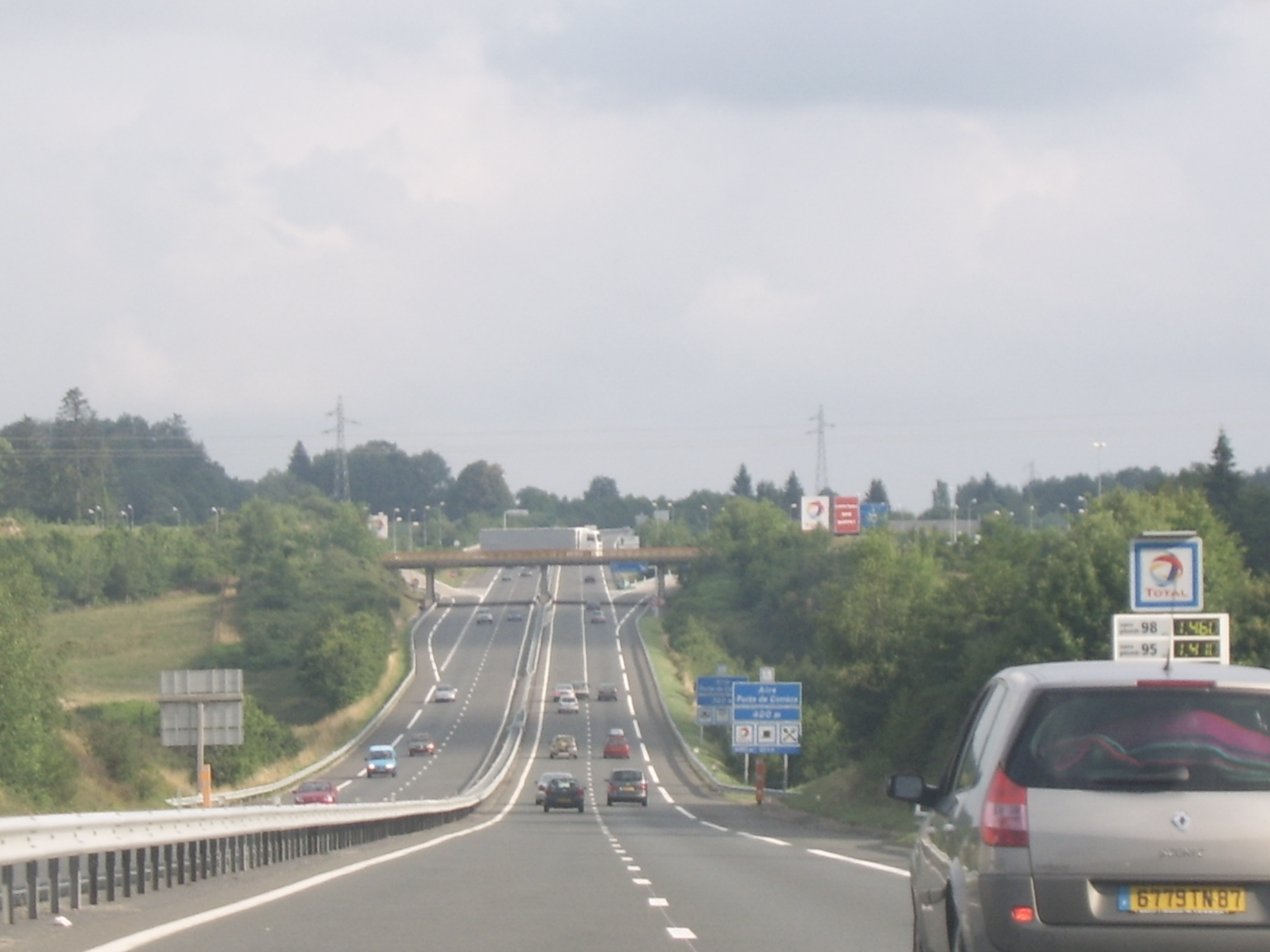
L'autoroute en Corrèze.

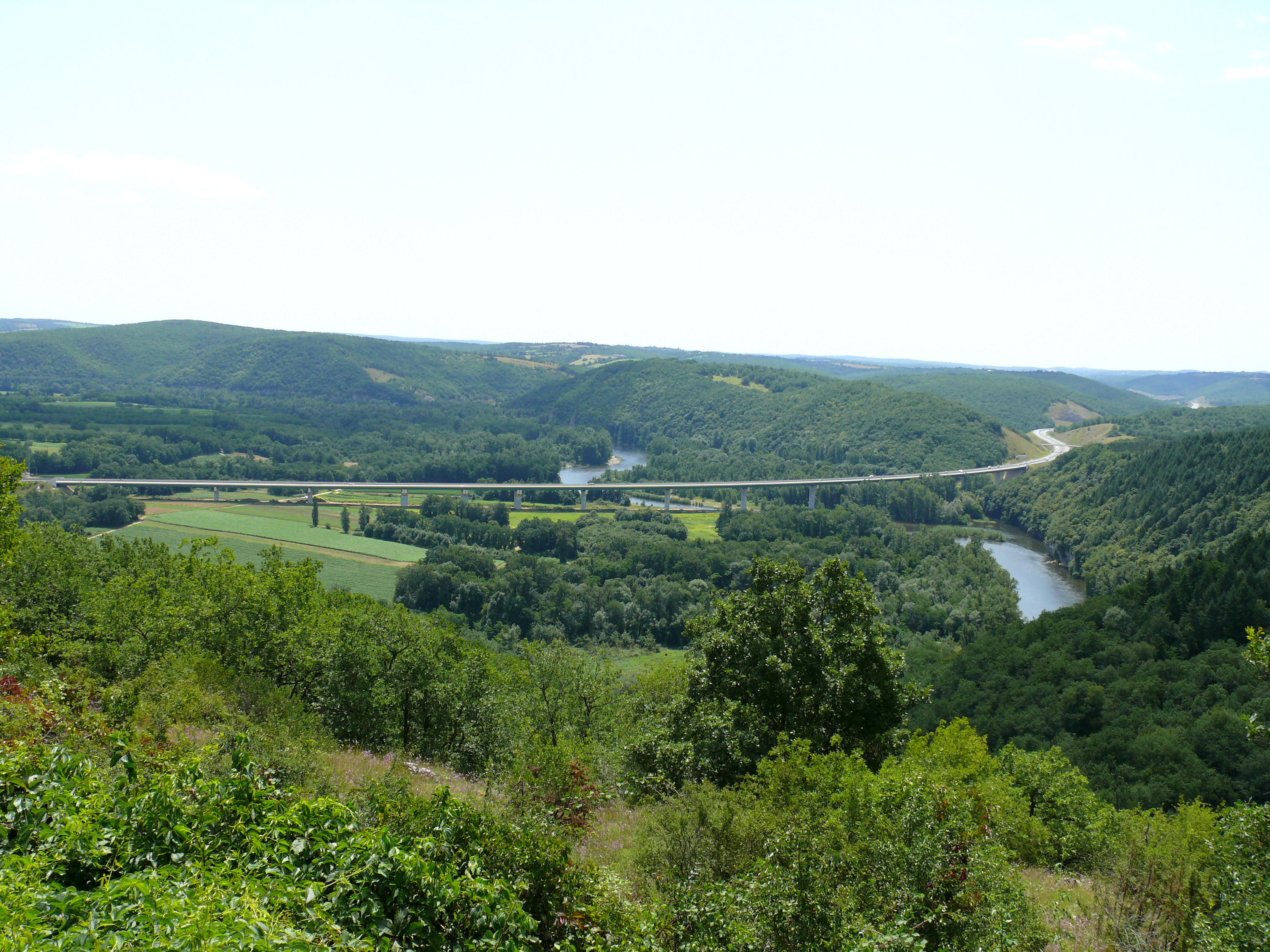
L'autoroute et le viaduc de la Dordogne.

| Régions             | Départements         | Distances par départements | Distances par régions | Parc naturel régional à proximité         |
| ------------------- | -------------------- | -------------------------- | --------------------- | ----------------------------------------- |
| Centre-Val de Loire | Cher (18)            | 23 km                      | 118 km                | La Brenne                                 |
| Centre-Val de Loire | Indre (36)           | 95 km                      | 118 km                | La Brenne                                 |
| Nouvelle-Aquitaine  | Creuse (23)          | 4 km                       | 170 km                | Millevaches en Limousin Périgord-Limousin |
| Nouvelle-Aquitaine  | Haute-Vienne (87)    | 103 km                     | 170 km                | Millevaches en Limousin Périgord-Limousin |
| Nouvelle-Aquitaine  | Corrèze (19)         | 63 km                      | 170 km                | Millevaches en Limousin Périgord-Limousin |
| Occitanie           | Lot (46)             | 92 km                      | 128 km                | Les Causses du Quercy                     |
| Occitanie           | Tarn-et-Garonne (82) | 36 km                      | 128 km                | Les Causses du Quercy                     |

Altitude maximale du tracé
Environ 485 m.
| Noms               | Cher   | Arnon   | Indre  | Creuse  | Abloux   | Anglin | Benaize   | Brame   | Semme  | Gartempe | Couze  |
| Point Kilométrique | 4 km   | 7 km    | 61 km  | 88 km   | 105 km   | 116 km | 127 km    | 133 km  | 141 km | 148 km   | 157 km |
| Noms               | Vienne | Briance | Vézère | Corrèze | Dordogne | Lot    | Lemboulas | Aveyron | Tescou | Tarn     |        |
| Point Kilométrique | 182 km | 197 km  | 240 km | 271 km  | 306 km   | 356 km | 375 km    | 399 km  | 411 km | 414 km   |        |

### Parcours détaillé
Section concédée à Cofiroute et payante.
- Échangeur entre A71 et A20 : Vierzon - est, Bourges Clermont-Ferrand (A75), Tours (A85), Blois, Orléans, Paris (A10)
  -  Sur l'échangeur, avant péage.
- Péage de Vierzon - nord (à système fermé)
  -  Après le péage. Début de portion en périphérie de Vierzon.

Section non-concédée gérée par la DIR Centre-Ouest et gratuite.
- 5 Vierzon - nord : Orléans, Auxerre par RD, Vierzon
- 6 Vierzon - ouest : Blois, Tours par RD, Vierzon - Village, Méry-sur-Cher
  -  Fin de portion en périphérie de Vierzon.
  -  Le Cher.
- 7 Vierzon - centre : Vierzon - Bourgneuf, Bourges par RD, Saint-Florent-sur-Cher, Saint-Hilaire-de-Court, Méreau
- Pont sur  l'Arnon.
- 8 Massay - nord : Massay, Reuilly (demi-échangeur, de et vers Vierzon)
- 8.1 Massay - sud : Massay, Reuilly
- 9 Graçay : Graçay, Saint-Outrille, Romorantin-Lanthenay

Passage du département du Cher à celui de l'Indre.
- Aire de service des Champs d'Amour (dans les deux sens)
- 10 Vatan : Vatan, Issoudun, Valençay (deux demi-échangeur)
- 11 Brion : Brion, La Champenoise, Levroux
  -  Aires de repos des Avionneurs (sens  Vierzon-Montauban),  des Blés d'Or (sens Montauban-Vierzon)
- 12 Châteauroux - nord : Bourges, Blois, Montluçon, Châteauroux - centre, Déols, Issoudun, La Châtre, Zones Industrielles,  Aéroport
- 13 Châteauroux - ouest : Tours, Châteauroux - Saint-Christophe, Saint-Maur - centre, Villedieu-sur-Indre, Buzançais
- Pont sur  l'Indre
- 13.1 Les Echarbeaux : Châtellerault, Mézières-en-Brenne, Saint-Maur - Bel Air (depuis et vers Vierzon)
- 14 Châteauroux - sud : Châteauroux - centre, Châtellerault, Châteauroux, Saint-Maur - Cap Sud, Le Poinçonnet, Luant
  -  Aires de service des Mille Étangs (sens Vierzon-Montauban),  du Val d'Indre (sens Montauban-Vierzon)
- 15 Lothiey : Poitiers, Velles, Saint-Gaultier, Luant, Le Blanc
- 16 Tendu : Tendu
- 17 Argenton - nord : Argenton-sur-Creuse - centre, Saint-Marcel, Le Pêchereau, Le Blanc, La Châtre, Le Pont-Chrétien-Chabenet
  -   Zone avec une multitude de virages dangereux.
- Pont sur  la Creuse.
  -  Fin de zone avec une multitude de virages dangereux.
- 18 Argenton - sud :  Argenton-sur-Creuse - Z. I., Prissac
  -  Aires de repos de la Marche Occitane (sens  Vierzon-Montauban),  du Val de Creuse (sens Montauban-Vierzon)
- Pont sur  la Sonne.
- 19 Celon : Celon, Vigoux, Ceaulmont
- 20 Les Cinq Routes : Éguzon-Chantôme, Montmorillon, Parnac, Saint-Benoît-du-Sault
- 21 Rhodes : Azerables, Mouhet, Saint-Benoît-du-Sault

Passage du département de l'Indre à celui de la Creuse. Passage de la région du Centre-Val de Loire à celui de la Nouvelle-Aquitaine.

Passage du département de la Creuse à celui du département de la Haute-Vienne.
- Aire de service de Boismandé (dans les deux sens)
- 22 Ruffasson : Arnac-la-Poste, Saint-Sulpice-les-Feuilles

Passage du département de la Haute-Vienne à celui de la Creuse.
Passage du département de la Creuse à celui de la Haute-Vienne.
- 23/23a/23b La Croisière : Guéret, Montluçon, Saint-Maurice-la-Souterraine, La Souterraine, Saint-Sornin-Leulac, Magnac-Laval, Bellac, Angoulême
  -  Aire de repos de la Coulerouze (dans les deux sens)
- 23.1 La Croix du Breuil (depuis et vers Vierzon) :  Z. I. Croix du Breuil, Bessines-sur-Gartempe - Gare, Châteauponsac, Saint-Pierre-de-Fursac
  -  La Gartempe
- 24 Bessines-sur-Gartempe : Bessines-sur-Gartempe, Bersac-sur-Rivalier, Laurière, Châteauponsac, Saint-Pierre-de-Fursac
- 25 Razès : Razès, Lac de Saint-Pardoux, Saint-Sylvestre, Bersac-sur-Rivalier, Laurière
  -  Début de portion sinueuse.
- 26 La Crouzille : Compreignac, Nantiat, Saint-Sylvestre, Ambazac
- 27 Trazmont : Beaune-les-Mines, Chaptelat, Ambazac, Saint-Priest-Taurion, Bonnac-la-Côte
  -  Aires de service Limoges-Ouest (sens Vierzon-Montauban),  Limoges-Est (sens Montauban-Vierzon) (anc. Beaune-les-Mines)
  -  Rappel Fin de portion sinueuse. Début de portion en périphérie de Limoges.
- 28 Grossereix : Angoulême, Poitiers, Rilhac-Rancon, Couzeix, Saint-Junien,  Limoges-Bellegarde,  Z. I. Limoges - Nord
- 29 Beaubreuil : Beaubreuil
- 30 Limoges - nord: Le Palais-sur-Vienne, Limoges, Ester Technopole,  Z. I. Nord. - Lac Uzurat (depuis et vers Vierzon)
- 31 Ester : Ester Technopole, Z. I. Nord Lac Uzurat (depuis et vers Montauban)
  -  Fin de portion en périphérie de Limoges. Début de portion urbaine de Limoges.
- 32 Limoges - La Bastide (depuis et vers Montauban) : Limoges - nord
- 33 Limoges - centre : Limoges, Le Palais-sur-Vienne, Saint-Priest-Taurion, Aixe-sur-Vienne, Rochechouart,  C.H.R.U Dupuytren de Limoges
- Pont sur  la Vienne
- 34 Panazol (depuis et vers Vierzon) : Clermont-Ferrand par RD, Panazol, Saint-Léonard-de-Noblat, Limoges - Le Sablard, Lac de Vassivière
- 35 Le Bas-Fargeas : Clermont-Ferrand par RD, Limoges - sud, Feytiat, Eymoutiers, Panazol, Saint-Léonard-de-Noblat, Limoges - Saint Lazare, Z. I. Ponteix
  -  Fin de portion urbaine de Limoges. Début de portion en périphérie de Limoges.
- 36 Le Ponteix : Limoges - sud, Nexon, Saint-Yrieix-la-Perche,  Z. I. Ponteix, Magret-Romanet
- 37 Boisseuil : Les Quatre Vents, Boisseuil, Le Vigen, Zones commerciales Boisseuil - Le Vigen
  -  Fin de portion en périphérie de Limoges.
- 38 Le Vigen : Le Vigen, Solignac, Boisseuil, Pôle de Lanaud
- 39 Saint-Hilaire-Bonneval : Saint-Hilaire-Bonneval, Saint-Paul, Saint-Priest-Ligoure
  -   Virages dangereux.
  -  Fin de virages dangereux.
- 40 Pierre-Buffière : Vicq-sur-Breuilh, Nexon, Château-Chervix, Pierre-Buffière, Saint-Priest-Ligoure
  -  Aire de repos de Briance-Ligoure (dans les deux sens)
- 41 Magnac-Bourg : Vicq-sur-Breuilh, Magnac-Bourg, Château-Chervix
- 42 Saint-Germain-les-Belles : Saint-Germain-les-Belles, Meuzac, Saint-Yrieix-la-Perche, La Porcherie, Lac de Vassivière

Passage du département de la Haute-Vienne à celui de la Corrèze.
- Aire de service de la Porte de Corrèze (dans les deux sens)
- 43 Masseret : Masseret, La Porcherie, Chamberet, Salon-la-Tour
- 44 Beausoleil : Salon-la-Tour, Lubersac, Arnac-Pompadour, Uzerche
- Viaduc de la Vézère sur  la Vézère.
- 45 Les Balladours : Tulle, Aurillac, Uzerche, Seilhac, Vigeois, Arnac-Pompadour
  -  Aire de repos de Puy de Grâce (dans les deux sens)
- 46 Les Palisses : Perpezac-le-Noir, Sadroc
- Échangeur entre A89 Est et A20 : Lyon, Clermont-Ferrand, Tulle, Saint-Germain-les-Vergnes

Début du tronc commun avec l'A89
- 47 Escudier : Donzenac, Sadroc
- 48 Donzenac : Donzenac, Allassac
  -  Traversée de la périphérie de Brive-la-Gaillarde.
- 49 Vergis : Tulle par RD, Brive-la-Gaillarde - est, Malemort-sur-Corrèze, Ussac
- Échangeur entre A89 Ouest et A20 : Périgueux, Bordeaux, Sarlat-la-Canéda

Fin du tronc commun
- 50 Lintillac : Brive-la-Gaillarde - centre, Objat
- Pont sur  la Corrèze.
- 51 Brive-la-Gaillarde - sud : Périgueux par RD, Brive-la-Gaillarde - centre, ouest, Terrasson-Lavilledieu, Montignac-Lascaux, Lac du Causse
  -   Rappel. Fin de traversée de la périphérie de Brive-la-Gaillarde. Zone avec une multitude de virages dangereux.
  -   Traversée de tunnel, zone avec une multitude de virages dangereux.
- 52 Noailles : Noailles, Collonges-la-Rouge, Beaulieu-sur-Dordogne, Saint-Céré
  -    Fin de traversée de tunnel, zone avec une multitude de virages dangereux.
  -  Fin de zone avec une multitude de virages dangereux.
- 53 Nespouls : Cahors, Rodez par RD, Cressensac, Nespouls

Section concédée à ASF et payante (sauf entre les sorties 60 à 68).

Passage du département de la Corrèze à celui du Lot. Passage de la région Nouvelle-Aquitaine à celui de l'Occitanie.
- Aire de service de Pech Montat (dans les deux sens)
- 54 Martel :  Gouffre de Padirac, Gramat,  Rocamadour (depuis et vers Vierzon)
- Péage de Gignac (à système fermé)
- 55 Souillac : Sarlat-la-Canéda, Beaulieu-sur-Dordogne, Souillac
- Viaduc de la Dordogne sur  la Dordogne. Longueur : 1070 m.
- 56 Labastide-Murat : Aurillac, Sarlat-la-Canéda, Rodez, Figeac-Decazeville, Saint-Céré, Gourdon, Gramat
  -  Aire de service Jardin des Causses du Lot (dans les deux sens)
- Viaduc de la Rauze sur  la Rauze. Longueur : 555 m.
- 57 Cahors - nord : Villeneuve-sur-Lot, Cahors - centre,  Saint-Cirq-Lapopie
- Viaduc du Lot sur  le Lot. Longueur : 550 m.
  -   Traversée de la Tranchée couverte de la Garenne. Longueur : 135 m.
  -   Fin de traversée de tunnel.
  -  Aire de repos de la Combe du Tréboulou (dans les deux sens)
- 58 Cahors - sud : Villeneuve-sur-Lot, Cahors - centre, Villefranche-de-Rouergue

Passage du département du Lot à celui de Tarn-et-Garonne.
- Aire de service du Bois de Dourre (dans les deux sens)
- 59 Caussade : Rodez, Decazeville, Villefranche-de-Rouergue, Caussade, Saint-Antonin-Noble-Val
- Pont sur  l'Aveyron.
- Péage de Montauban - nord (à système fermé)
  - . Portion urbaine de Montauban.
- 60 Montauban - nord : Cahors, Rodez par RD, Montauban - centre, Moissac, Albias, Lafrançaise, Montauban - Aussonne
- 61 Montauban - Z. I. Nord : Montauban - Les Blancous,  Saint-Antonin-Noble-Val, Nègrepelisse, Léojac, Lafrançaise
- 62 Montauban - Les Chaumes : Monclar-de-Quercy, Léojac, Montauban
- 63 Montauban - Beausoleil : Albi, Gaillac, Lisle-sur-Tarn, Montauban
- 64 Montauban - Sapiac : Villebrumier, Montauban
- Pont sur  le Tarn.
- 65 Montauban - La Molle : Auch, Agen par RD, Montauban - Villebourbon, centre, sud, Lafrançaise, Castelsarrasin, Montech
- 66 Montauban - Parages : Castres, Villemur-sur-Tarn, Fronton, Bressols - centre,  Z. A. Albasud
  -  Portion en périphérie de Montauban.
  -  Aire de service de Nauze-Vert (sens Vierzon-Toulouse)
- 67 Bressols - Moulis :  Z. A. Bressols, Montbartier
  -   Séparation de la 2 × 2 voies.
- 68 Le Clos du Lac (RD 820) : Toulouse, Grisolles, Grenade, Verdun-sur-Garonne, Fronton, Villemur-sur-Tarn
- Péage de Montauban - sud (à système fermé)
- Échangeur entre A62 et A20 : Toulouse, Bordeaux, Agen

## Ouvrages d'art
- Pont sur le Cher
- Pont sur l'Indre
- Pont sur la Creuse
- Viaduc de la Gartempe
- Tranchées couvertes de Limoges
- Pont sur la Vienne
- Viaduc de la Briance
- Viaduc du Blanzou
- Viaduc sur la Vézère
- Viaduc de la Corrèze
- Tunnel de Noailles
- Viaduc de Blazy
- Tranchée couverte de Terregaye
- Viaduc de la Dordogne
- Tranchée couverte de Sol de Roques
- Viaduc de la Rauze
- Tranchée couverte de Constans
- Viaduc autoroutier sur le Lot
- Tranchée couverte de la Garenne
- Tunnel de Pech-Brunet
- Viaduc de la Vézère
- Pont sur l'Aveyron
- Pont sur le Tarn

## Œuvres d'art exposées
- Rond des Osages, au niveau des sorties 65 et 66  (échangeur Albasud), trois sculptures contemporaines du sculpteur français Michel Batlle[12].

## Lieux touristiques
- Vierzon
- Châteauroux
- Limoges
- Oradour-sur-Glane
- Brive-la-Gaillarde
- Rocamadour, village remarquable du Lot
- Gouffre de Padirac
- Cahors (Pont Valentré, etc)
- Saint-Antonin-Noble-Val, village remarquable de Tarn-et-Garonne
- Montauban (Place Nationale, Pont Neuf, etc)
- Boisseuil, avec le pôle de Lanaud,  labellisé « Patrimoine du 20e siècle » par le Ministère de la Culture et de la Communication ; le site est également homologué au titre des Sites Remarquables du Goût.

## Projets
Il était initialement envisagé de réaliser un contournement autoroutier à l'est de Limoges (projet « A20bis »), afin de rendre à la section de l'autoroute A20 qui traverse l'agglomération limougeaude, sa vocation de voie rapide de desserte urbaine, donc son appellation de RN 20. Cette éventualité a été abandonnée en 1998, au profit d'études sur une voie de contournement au sud de Limoges.
En mai 2019, Vinci Autoroutes et Blablacar expérimentent une navette bus entre l'autoroute et le centre-ville de Cahors pour faciliter le covoiturage. Cette expérience doit durer un an ; de plus ces partenaires mènent un projet similaire à Carpentras sur l'autoroute A7. Vinci Autoroute se montre favorable au covoiturage car il lui attire une nouvelle clientèle.

## Galerie de photographies

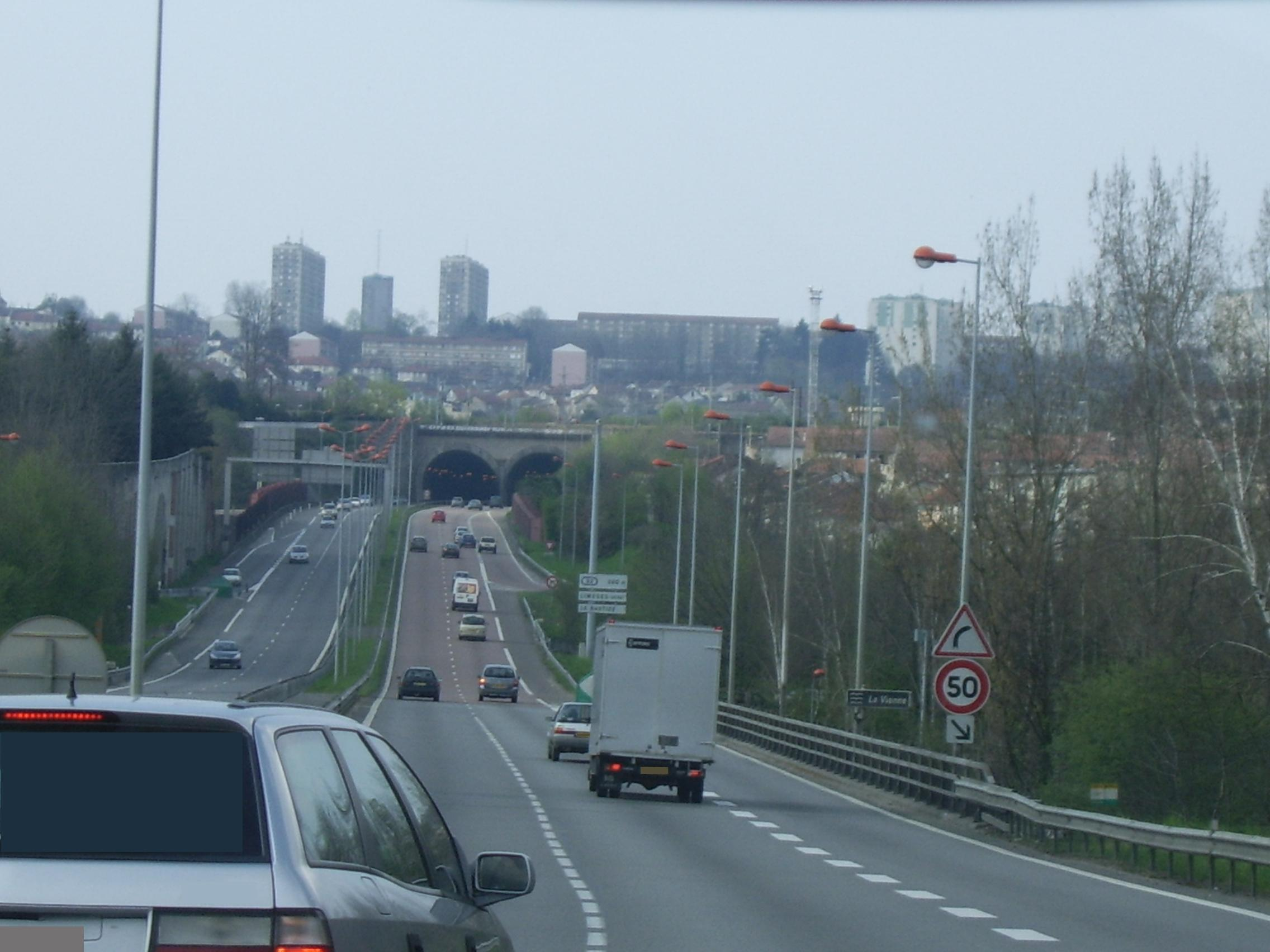
L'autoroute à Limoges (Haute-Vienne).
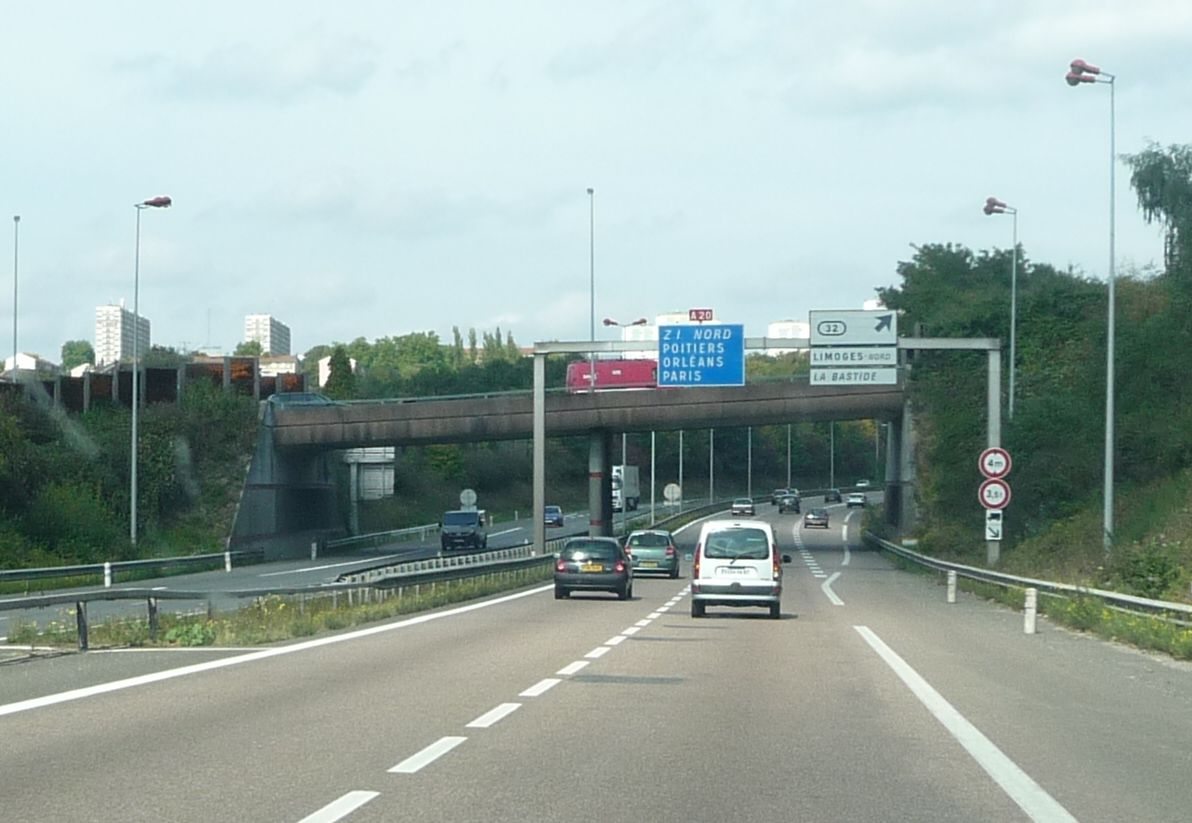
La sortie n° 32.
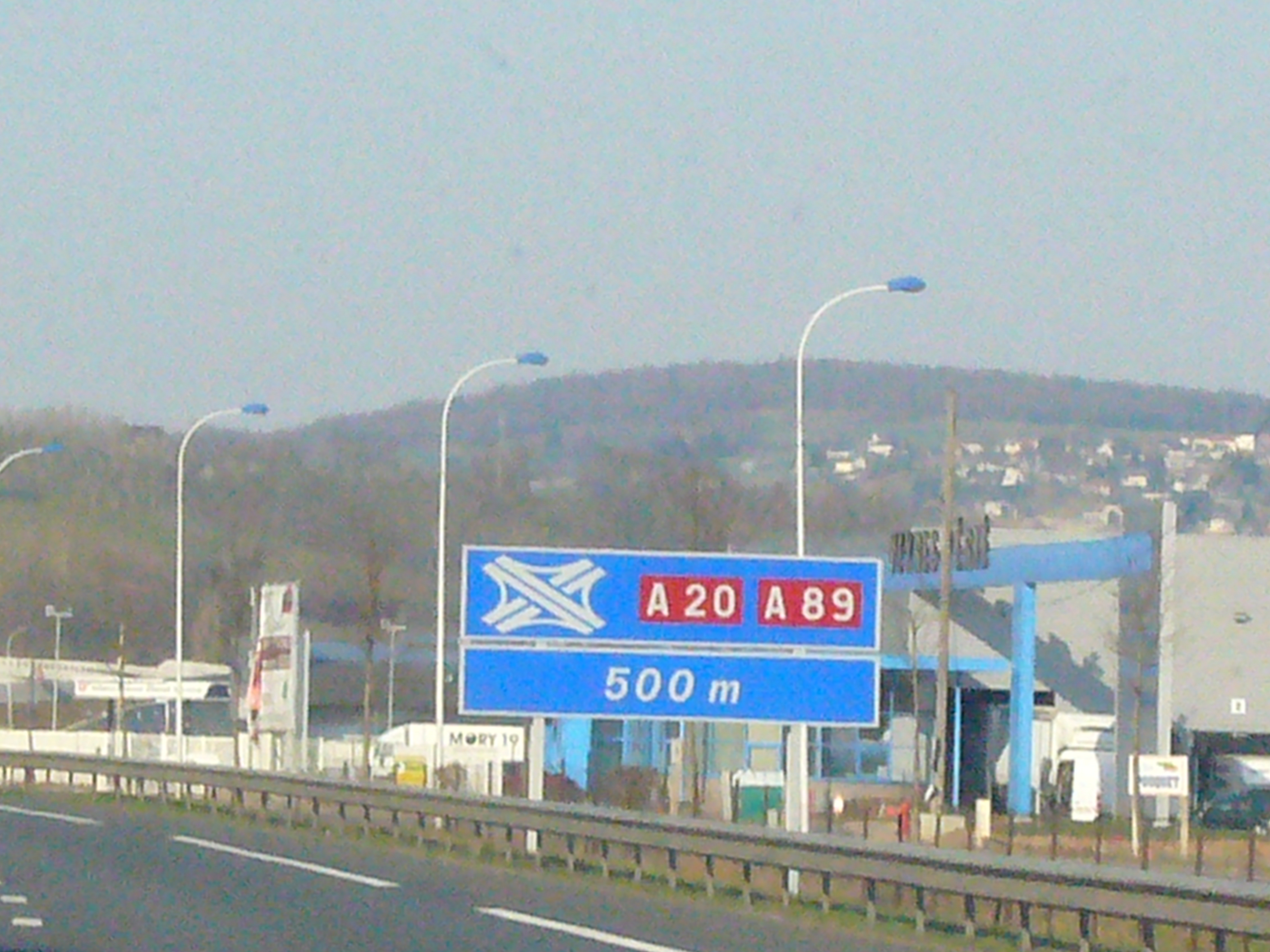
Le panneau annonçant l'échangeur autoroutier A20 - A89.
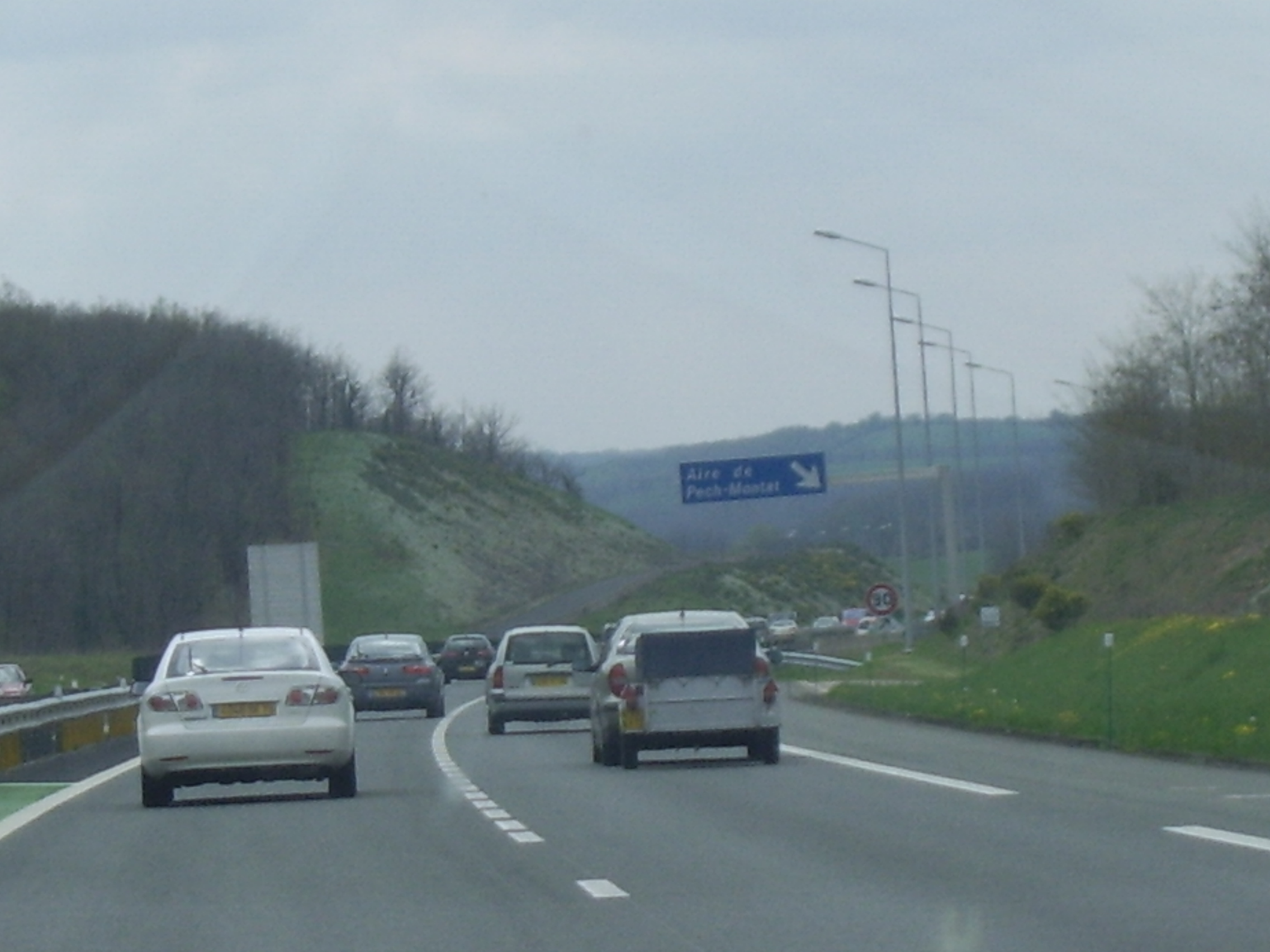
L'autoroute au niveau de l'aire de service « Pech-Montat ».
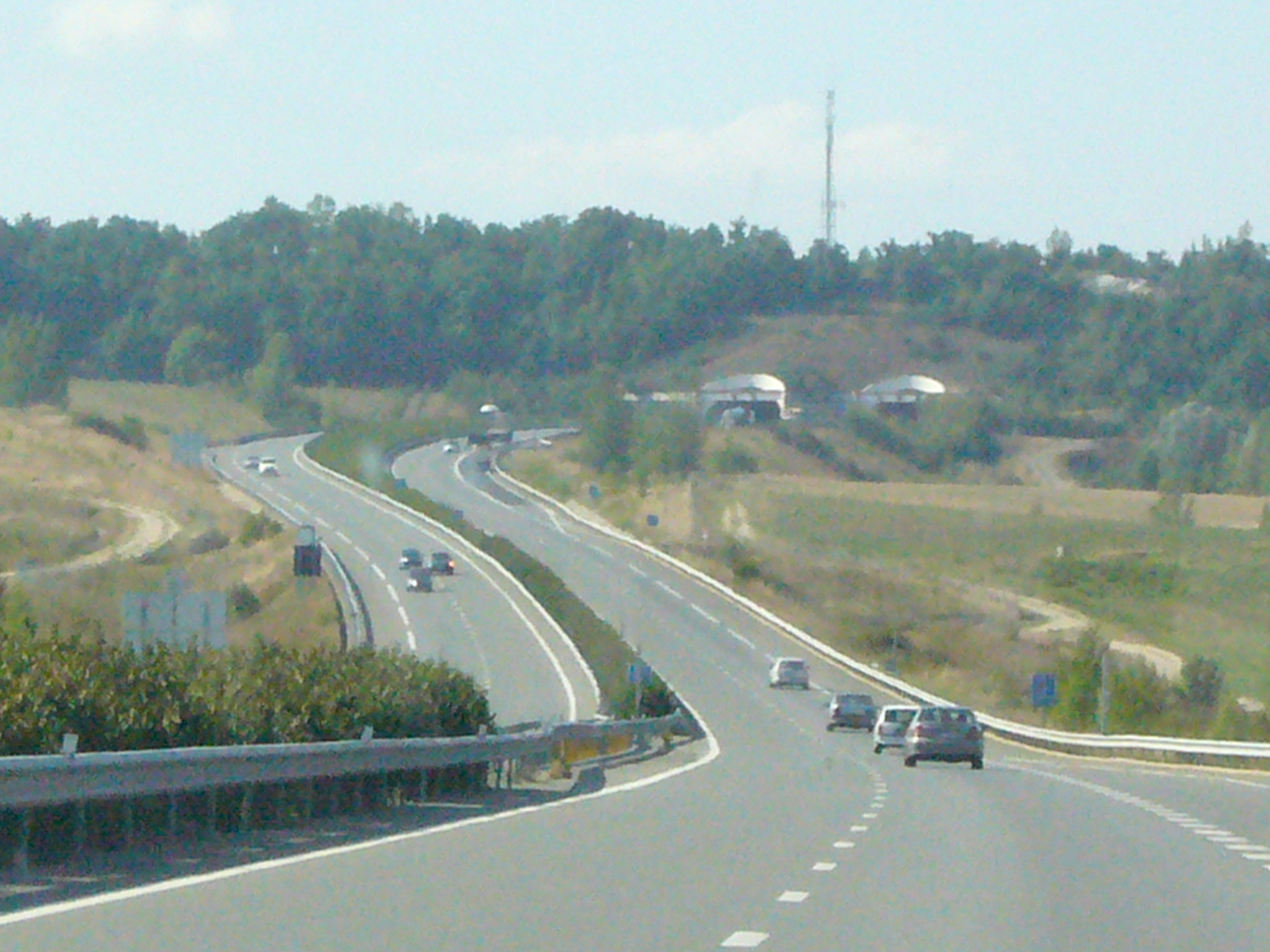
L'autoroute au niveau de l'aire de service « Bois de Dourre ».
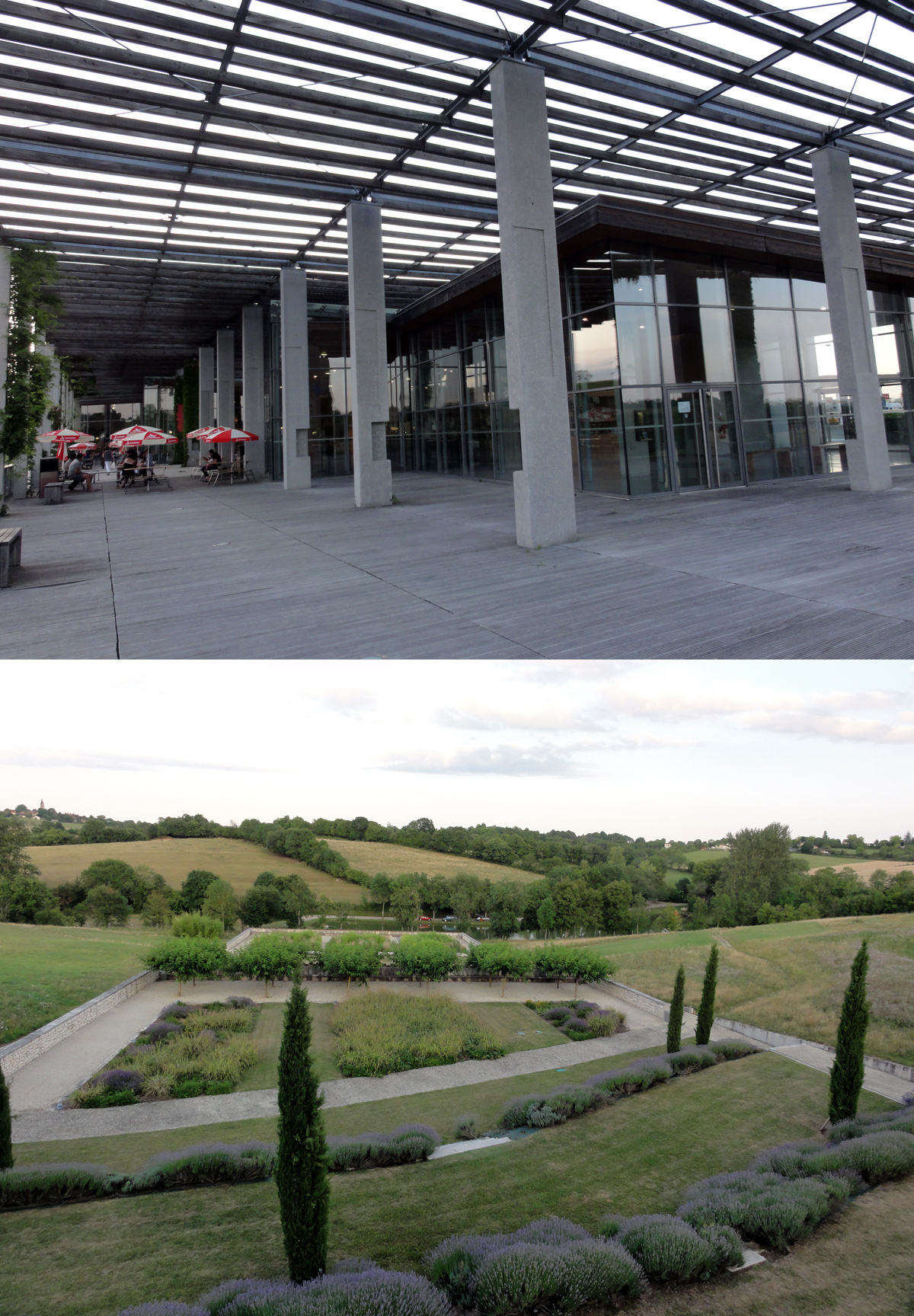
L'aire de service « Jardins des Causses du Lot ».